# Gaur (Inde)
Pour les articles homonymes, voir Gaur.
Gaur (en bengali : গৌড় (gôur̤), en sanskrit : गौड (gauḍa)) ou Laknauti (en bengali : লখনৌতি (lôkhônôuti)) est une ancienne cité en ruines située dans le district de Malda dans l'État indien du Bengale-Occidental, pratiquement à la frontière du Bangladesh. Jadis située sur la rive orientale du Gange, à 40 km en aval de Rajmahal, elle est aujourd'hui en pleine terre, à cause du déplacement du lit du fleuve.

## Histoire
La ville aurait été fondée par Lakshmana, d'où son ancien nom de Lakshmanavati, qui aurait évolué en Lakhnauti. Son histoire attestée commence avec sa conquête en 1198 par la dynastie musulmane des Ghorides. Elle restera le siège principal du pouvoir islamique au Bengale pendant plus de trois siècles.
Lorsque les sultans afghans du Bengale imposent leur indépendance, ils transfèrent le siège de leur gouvernement à Pandua, également dans le district de Malda, vers 1350. Pour construire leur nouvelle capitale, ils pillent Gaur de tous les monuments qu'ils peuvent enlever.
Gaur semble néanmoins être à l'époque une cité active. Le Nagarakertagama, un poème épique javanais écrit en 1365 sous le règne du roi Hayam Wuruk de Majapahit (Java oriental), cite « Goda », c'est-à-dire Gaur, parmi les contrées d'où viennent les marchands qui se rendent dans les ports du royaume. Gaur commerçait donc avec Java.
L'amiral chinois musulman Zheng He visite Gaur en 1431.
Quand Pandua est à son tour désertée en 1453, Gaur redevient la capitale sous le nom de Jannatabad. Elle le restera tant que les sultans musulmans garderont leur indépendance.
En 1526, à la bataille de Pânipat, Babur, un descendant de Tamerlan, défait Ibrahim Lodi, le dernier sultan de Delhi. Il fonde la dynastie des Moghols.
Babur vainc les troupes du Bengale à Gaghra en 1529. Humayun succède à Babur en 1530. Il fonde une nouvelle ville à Delhi en 1533.
En 1534, Sher Shah Suri, un chef afghan, est victorieux au Bengale. Gaur est conquise par Humayun en 1538, mais Sher Shah Suri pille la ville en 1539.
En 1564 Sulaiman Kirani, un aventurier pathan qui occupait Gaur, l'abandonne pour Tanda, plus proche du Gange. Des généraux d'Akbar, le plus grand (c'est le sens de son nom en arabe) des empereurs moghols, occupent Gaur en 1575 lorsque Daud Shah, le dernier souverain de la dynastie afghane, refuse de rendre hommage à l'empereur moghol. Cette occupation est suivie d'une épidémie de peste qui achève la chute de la cité.
Depuis, Gaur n'est plus qu'un agglomérat de ruines, pratiquement envahies par la végétation. À son apogée, la ville s'étendait sur près de 12 km du nord au sud, sur une largeur de 1,5 à 3 km. Avec les faubourgs, elle couvrait une superficie de 50 à 75 km2. Au XVIe siècle, l'historien portugais Faria y Sousa estime sa population à 1 200 000 habitants. Les remparts existent toujours. Ils avaient une hauteur de 12 mètres et une épaisseur de 5 à 6 mètres à la base. Le côté ouest de Gaur était baigné par le Gange. Au nord de la ville se trouve le Sagar Dighi, un grand réservoir de 1 600 mètres sur 750 mètres construit en 1126.